# 安克昌
安 克昌（あん かつまさ、朝: 안극창, 1960年12月6日 - 2000年12月2日）は、日本で活動した韓国国籍の精神科医。博士（医学）（神戸大学・論文博士・1997年）。

## 略歴
1960年大阪府大阪市に在日韓国人3世として生まれる。幼いころより「本の虫」で、高校時代には金鶴泳などの在日文学に傾倒する。
神戸大学医学部へ進学し、恩師の影響を受けて精神科医を志す。1985年に卒業 後、兵庫県立尼崎病院、湊川病院、神戸大学医学部精神神経科助手などを経て、神戸市立西市民病院精神神経科医長。1997年博士（医学）（神戸大学）。神戸大学医学部精神科では、中井久夫や山口直彦の下で研修を積んだ。後年はPTSDや解離性同一性障害（多重人格）の研究を積極的に行っている。
神戸大学医学部精神神経科助手を務めていた1995年、神戸市で阪神・淡路大震災に被災。震災後、避難所などで積極的にカウンセリングや診療などの救護活動を行い、一方で執筆依頼を受けて大規模災害下のさまざまな精神状態について綴った「被災地のカルテ」を産経新聞夕刊に震災約2週間後から約1年にわたり連載して、「心のケア」や「心的外傷後ストレス障害（PTSD）」といった概念が広く認知される上で大きな役割を果たす。連載に加筆、改稿を加えて刊行した、当時の極限の状況下での精神医療活動をまとめた著書『心の傷を癒すということ』（作品社）により1996年のサントリー学芸賞を受賞。
2000年に肝細胞癌のため39歳で死去。病気が末期の状態で見つかった後は極力入院を避けて第3子を身ごもった妻と2人の幼い子供の家族と一緒に過ごし、妻を産院へ送り出した後、第3子誕生から2日後に息を引き取った。
阪神・淡路大震災から25年となる2020年1月に、安を題材としたNHK大阪放送局制作のテレビドラマ『心の傷を癒すということ』が放送された。放送に先立つ2019年12月に『心の傷を癒すということ』が作品社より2度目の復刊、また河村直哉著の評伝『精神科医・安克昌さんが遺したもの 大震災、心の傷、家族との最後の日々』（作品社）が刊行された。
2025年1月、NHKEテレ『100分de名著』にて『心の傷を癒すということ』がテキストに選定された（解説は宮地尚子が担当）。阪神・淡路大震災から30年に際しての放送である。

## 略年譜
- 1960年12月6日 大阪市にて誕生
- 1973年 東大阪市立縄手小学校卒業
- 1976年 大阪星光学院中学校卒業
- 1979年 大阪星光学院高等学校卒業
- 1985年 神戸大学医学部卒業
- 1985年4月 - 6月 神戸大学医学部精神神経科学講座にて研究
- 1985年7月 - 1986年5月 神戸大学医学部附属病院精神神経科 研修医
  - 1986年1月 - 5月 兵庫県立淡路病院精神科
- 1986年6月 - 1987年6月 兵庫県立尼崎病院神経科 研修医
- 1987年7月 - 1990年5月 尚生会湊川病院
  - 1987年7月 - 1989年6月 尚生会加茂病院兼務
- 1990年6月 神戸大学医学部附属病院精神科神経科 医員に
- 1991年5月 神戸大学医学部附属病院精神科神経科 助手に
- 1991年6月30日 結婚
- 1995年1月17日 阪神・淡路大震災にて被災、全国からの精神科ボランティアをとりまとめて精神科救護所・避難所などにてカウンセリング・診療などの救護活動を行う
- 1996年4月 『心の傷を癒すということ』（作品社）刊行
- 1996年12月 同書により「サントリー学芸賞」受賞
- 1997年 神戸大学医学部附属病院精神科神経科 講師に
- 2000年 神戸市立西市民病院精神神経科 医長に
- 2000年5月 肝細胞癌罹患が判明
- 2000年10月20日 神戸市立西市民病院精神神経科で最後の診察、のち休職
- 2000年12月2日 神戸市立西市民病院にて逝去

出典：

## 受賞歴
- 1996年 - 第18回サントリー学芸賞 社会・風俗部門（『心の傷を癒すということ 神戸……365日』）

## 著書

### 単著
- 『心の傷を癒すということ 神戸……365日』作品社、1996年。ISBN 978-4-87893-249-6）
  - 『心の傷を癒すということ』角川ソフィア文庫、2001年12月。ISBN 9784043634019。
  - 『〈増補改訂版〉心の傷を癒すということ：大災害精神医療の臨床報告』作品社、2011年6月。ISBN 9784861823398。
  - 『〈新増補版〉心の傷を癒すということ：大災害と心のケア』作品社、2019年12月。ISBN 978-4-86182-785-3

### 共訳
- クラウス・コンラート 著、山口直彦・安克昌・中井久夫 訳『分裂病のはじまり：妄想のゲシュタルト分析の試み』岩崎学術出版社、1994年3月。ISBN 9784753394012。
- フランク・Ｗ. パトナム 著、安克昌・中井久夫 訳『多重人格性障害：その診断と治療』岩崎学術出版社、2000年11月。ISBN 978-4-7533-0012-9。
- バリー・M. コーエン、エスター・ギラー、リン・Ｗ編 著、安克昌ほか 訳『多重人格者の心の内側の世界：154人の当事者の手記』宮地尚子監訳、作品社、2003年2月。ISBN 9784878934469。

## 関連書籍
- 中井久夫編『1995年1月・神戸：「阪神大震災」下の精神科医たち』みすず書房、1995年3月24日。ISBN 978-4-622-03797-2
- 杉林稔『精神科臨床の星影：安克昌、樽味伸、中井久夫、神田橋條治、宮澤賢治をめぐる時間』星和書店、2010年7月。ISBN 9784791107414。
- 河村直哉『精神科医・安克昌さんが遺したもの：大震災、心の傷、家族との最後の日々』作品社、2019年12月。ISBN 978-4-86182-786-0）

### 関連雑誌
- 『治療の聲 第9巻第1号〈特集〉安克昌の臨床世界』星和書店、2009年2月。ISBN 9784791177134。
- 統合失調症のひろば編集部編『安克昌の臨床作法』（『こころの科学』SPECIAL ISSUE 2022）日本評論社、2022年10月。ISBN　978-4-535-90441-5
- 宮地尚子『100分de名著：安克昌『心の傷を癒すということ』』NHK出版、2024年12月。※2025年1月度テキスト　ISBN　978-4-14-223171-3

## 関連人物
- 中井久夫
- 山口直彦
- 岩井圭司